# 伊藤圭三
伊藤 圭三（いとう けいぞう、1963年3月28日 - ）は日本中央競馬会（JRA）美浦トレーニングセンター所属の調教師である。札幌光星高校、日本大学農獣医学部（現在の生物資源科学学部）卒業。馬術部出身。
実家は競走馬生産・育成牧場であるグランド牧場で、3代目社長の伊藤佳幸（故人）は実兄、4代目社長の伊藤佳洋は甥にあたる。

## 経歴
札幌光星高校馬術部在籍時の第35回国民体育大会の少年の部・障害飛越団体で優勝（この時の団体メンバーは現・吉澤ステーブル代表の吉澤克己）、同じく少年の部・障害飛越個人で準優勝の成績を挙げる。
日本大学在学中に調教師として競馬に関わっていくことを決意。卒業後の1985年に競馬学校厩務員課程に進み、修了後1986年よりJRA美浦トレセンの小林常泰厩舎に調教助手として所属。1997年の調教師試験に合格、技術調教師を経て翌1998年より厩舎開業。
管理馬の多くは実家であるグランド牧場生産馬であり、芝よりダート、特に地方競馬のダートグレード競走に実績を残している（代表管理馬の項参照）。
2022年、UAEダービーで海外競馬初出走を果たす（コンバスチョン：11着）。
2022年12月25日、中山競馬2レースにおいてタマモロック（横山武史騎手）が1着となり、現役24人目のJRA通算500勝を果たす。
2023年7月12日、ジャパンダートダービー（JpnI）で国内でダービーの名が付くレースに管理馬初出走を果たす（オマツリオトコ：9着）。
2023年12月17日、朝日杯フューチュリティステークス（GI)で管理馬が17年ぶりにJRAのGIレース出走を果たす（オーサムストローク：14着）。
2025年4月29日、羽田盃(JpnI)で横山武史騎乗のナチュラルライズが勝利、厩舎開業以来実に27年を経て初となるGI級競走優勝を果たす。

## 調教師成績
|               | 日付          | 競馬場・開催  | 競走名         | 馬名               | 頭数 | 人気 | 着順 |
| ------------- | ------------- | ------------- | -------------- | ------------------ | ---- | ---- | ---- |
| 初出走        | 1998年3月7日  | 2回中山3日8R  | 4歳以上500万下 | ブライテストガール | 16頭 | 15   | 11着 |
| 初勝利        | 1998年3月14日 | 1回中京5日12R | 4歳以上500万下 | オギスイートハート | 16頭 | 12   | 1着  |
| 重賞初出走    | 1998年5月15日 | 2回東京7日11R | 京王杯SC       | アドニス           | 16頭 | 16   | 16着 |
| 重賞初勝利    | 2000年4月23日 | 3回京都2日11R | アンタレスS    | スマートボーイ     | 16頭 | 1    | 1着  |
| GI初出走      | 1998年12月6日 | 6回阪神2日11R | 阪神3歳牝馬S   | スタートマーチ     | 13頭 | 9    | 4着  |
| GI/JpnI初勝利 | 2025年4月29日 | 2回大井2日11R | 羽田盃         | ナチュラルライズ   | 15頭 | 1    | 1着  |

## 代表管理馬
太字はGI級競走
- プリエミネンス（関東オークス、クイーン賞、マリーンカップ2回、スパーキングレディーカップ、マーキュリーカップ、エルムステークス、浦和記念）
- スマートボーイ（アンタレスステークス2回、平安ステークス2回、マーチステークス）
- フェスティバル（エーデルワイス賞、北海道2歳優駿）
- サクラヴィクトリア（関東オークス）
- ホワイトカーニバル（フェアリーステークス）
- タマモリッチ（サラブレッドチャレンジカップ）
- タイニーダンサー（関東オークス）
- ハヤブサマカオー（兵庫ジュニアグランプリ）
- オマツリオトコ（兵庫ジュニアグランプリ）[5]
- ナチュラルライズ（京浜盃、羽田盃、東京ダービー）

## 表彰歴
- 2002年 優秀調教師賞（関東）
- 2019年 優秀厩舎賞（関東）5位
- 2020年 優秀厩舎賞（関東）4位
- 2021年 優秀厩舎賞（関東）2位

## 主な厩舎所属者
※太字は門下生。括弧内は厩舎所属期間と所属中の職分。
- 塚越一弘（元騎手、1999年?　- 2002年?、調教助手）
- 大江原勝（2003年 - 2009年、調教助手）藤沢和雄厩舎を経て現在は蛯名正義厩舎所属。父は元調教師の大江原哲、子女の大江原比呂は元JRA騎手。
- 橋本広喜（元騎手、2004年 - 2023年、調教助手）小島太厩舎を経て長らく厩舎の番頭格を務めたが怪我のため退職。
- 柴田健登（2011年 - 2012年、騎手候補生[注 3]） 父はJRA騎手の柴田善臣
- 永野猛蔵（2021年 - 2024年、騎手[注 4])
- 谷原柚希（2023年 - 騎手）